# Charli D'Amelio
Charli Grace D'Amelio (født 1. maj 2004 i Norwalk, USA) er en amerikansk danser kendt fra det sociale medie TikTok. Hun begyndte at uploade dansevideoer på TikTok i 2019, og i marts 2020 blev hun TikToks mest fulgte konto og var i 2020 den første med 100 millioner følgere på TikTok.